# Солонці (Херсонський район)
Солонці́ — село в Україні, у Олешківській міській громаді Херсонського району Херсонської області. Населення становить 1051 осіб. З початку широкомасштабного вторгнення Росії в Україну село перебуває під російською військовою окупацією.

## Розташування
Солонці фактично складаються з двох окремих сіл — Лівих Солонців та Правих Солонців, розташованих по різні сторони регіонального автошляху Р57 на відстані 2,5 км одне від одного. Відстань до Олешок — 5 км.

## Історія
Село засноване в 1843 році. Поблизу Солонців виявлено поселення і поховання епохи бронзи (II тисячоліття до н. е.), А також сарматське поховання — І-II ст. н. ери.

## Населення
Згідно з переписом УРСР 1989 року чисельність наявного населення села становила 964 особи, з яких 464 чоловіки та 500 жінок.
За переписом населення України 2001 року в селі мешкала 1051 особа.

### Мовний склад
Рідна мова населення за даними перепису 2001 року:
| Мова       | Чисельність, осіб | Доля     |
| ---------- | ----------------- | -------- |
| Українська | 969               | 92,20 %  |
| Російська  | 47                | 4,47 %   |
| Вірменська | 31                | 2,95 %   |
| Інше       | 4                 | 0,38 %   |
| Разом      | 1 051             | 100,00 % |

В Олешківський район, зокрема в село Солонці єзиди почали переселятись у 1980 — 1990 рр. з Вірменії після Спітакського землетрусу. Майже всі вони є вихідцями з єреванського району Масіс. В кінці 2000 років в Солонцівській ЗОШ навчалося 9 учнів єзидів, що складало 9 % від загальної кількості учнів.

## Господарство
В селі розвинене приватне тепличне господарство.

### Освіта
- Солонцівська ЗОШ І-ІІ ступенів

## Постаті
- Біленко Руслан Анатолійович (1984—2014) — солдат Збройних сил України, учасник російсько-української війни.